# Deutsche Welle
A Deutsche Welle (rövidítése: DW, jelentése: Német Hullám) németországi közszolgálati médium, amely a külföldi nézőket tekinti célközönségének. Az ARD szövetség tagja. A társaság központjai Berlinben és Bonnban találhatók. A társaság négy nyelven sugároz televíziós, rádiós és 30 nyelven pedig internetes műsorokat. A társaság DW Akademie nevű iskolája média szakemberek továbbképzését és a média számára szakmai-fejlesztési segítséget nyújt. A csatorna német nyelvű változata 2024. január 1-én megszűnt.

## Története
A társaság elődje, már a Weimari Köztársaság idején, 1929-ben jött létre Weltrundfunksender néven, ami rövidhullámon sugárzott rádiós műsorokat külföldieknek. A nácik hatalomra kerülése után 1933-tól az adó neve Deutsche Kurzwellensender lett, ami a náci propaganda szócsövévé vált.
A mai néven működő társaság 1953. május 3-án indult el rádiós műsorként, az újjáalapított rádió első napja alkalmából Theodor Heuss NSZK elnök beszédet tartott, amelyben "A világ minden részén élő honfitársak"-ról beszélt. Júniusban szerződést írt alá a társaság a regionális közszolgálati médiumokat tömörítő ARD-vel és így a föderatív ARD szövetség tagmédiuma lett. A programkészítéssel kapcsolatos feladatokkal a szerződés értelmében az akkori Nordwestdeutscher Rundfunkot és a kölni székhelyű Westdeutscher Rundfunkot látták el és ugyanígy a két médium intendánsa feladata volt a Deutsche Welle vezetése.
1954 októberében megkezdődött a társaság angol, francia, spanyol, portugál és lengyel nyelvű rádió adása.
1960-ban közjogi intézménnyé vált a társaság, miután ezt megszavazta a Bundestag. A törvény értelmében a Deutschlandfunk rádióval kellett együttműködni, ugyanakkor a Westdeutscher Rundfunktól elkülönülve külön épületbe költözött a társaság.
1962-ben a rádiós műsorok újabb nyelvek indult el: perzsa, török, orosz, cseh, szlovák, magyar, szerb és horvát nyelven. 1963-ban pedig már bolgár, román, szlovén és indonéz nyelven is sugároztak. Ebben az évben sugározta a társaság az első filmhíradóit. 1964-től görög és olasz nyelven is sugároztak műsorokat.

### 1990-es évek
1988-ban megkezdődött a társaság RIAS-TV televíziós műsora, amit a RIAS társasággal közösen készítettek Nyugat-Berlinben. A berlini fal leomlása és a
két német állam újraegyesítése után felszámolták a RIAS (Rundfunk im Amerikanischen Sektor) társaságot, ami a Nyugat-Berlinben levő amerikai szektor műsorszórója volt. 
A felszámolt műsorszóró eszközeit, ingatlanjait és technikai berendezését a Deutsche Welle örökölte meg, így 1992-ben megkezdte a DW TV sugárzását.

## Intendánsok
- 1961-1968: Hans Otto Wesemann
- 1968-1980: Walter Steigner
- 1980. március - 1980. december: Conrad Ahlers
- 1980-1981: Heinz Felhauer
- 1981-1987: Klaus Schütz
- 1987-1989: Heinz Felhauer
- 1989-2001: Dieter Weireich
- 2001-2013: Erik Bettermann
- 2013 óta: Peter Limbourg

## Magyar nyelvű adás

### Rádió
A magyar adás 1962 és 2000 között volt hallható a rádióban. A magyar adás 1994-ig 120 perces volt, majd azt követően a 2000-es megszűnésig 30 percnyire csökkentették a műsoridőt. A magyar adás szerkesztői Palásthy Rezső, Kys Walter, Piribauer Károly, Kürt Kwasny és Simányi Tibor voltak.

### 2021-es internetes megjelenés
2021 februárjában Peter Limbourg, a médium főigazgatója egy RBB-podcastban jelentette be, hogy magyar tartalmakkal fokozatosan meg kívánnak jelenni Magyarországon. A bejelentés óta kiderült, hogy 2021 áprilisára tervezik a megjelenést, illetve az, hogy elsősorban nem televíziós, hanem online megjelenésben gondolkodnak.
2021. április 28-án végül egy DW Magyar nevű YouTube-csatornával indult meg a tartalomszolgáltatás Magyarországon. A DW Europeo című hírmagazinjának egyes riportjait hazánkban 2021 decembere óta az ATV és az ATV Spirit is sugározza magyarul a DW és a magyar televíziótársaság közötti együttműködés nyomán.

## Logók

1995-2003
2003-2012
2012 óta

## Fordítás
- Ez a szócikk részben vagy egészben  a   Deutsche Welle című német Wikipédia-szócikk ezen változatának fordításán alapul.  Az eredeti cikk szerkesztőit annak laptörténete sorolja fel. Ez a jelzés csupán a megfogalmazás eredetét és a szerzői jogokat jelzi, nem szolgál a cikkben szereplő információk forrásmegjelöléseként.
- Ez a szócikk részben vagy egészben  a   Deutsche Welle című angol Wikipédia-szócikk ezen változatának fordításán alapul.  Az eredeti cikk szerkesztőit annak laptörténete sorolja fel. Ez a jelzés csupán a megfogalmazás eredetét és a szerzői jogokat jelzi, nem szolgál a cikkben szereplő információk forrásmegjelöléseként.